# Andreas Petermann
Pour les articles homonymes, voir Petermann.
Andreas Petermann (né le 7 juillet 1957 à Greiz) est un coureur cycliste est-allemand.

## Biographie
Andreas Petermann a notamment été champion du monde du contre-la-montre par équipe en 1979 avec l'équipe de la République démocratique allemande composée de Bernd Drogan, Hans-Joachim Hartnick et Falk Boden. Cette année-là, ainsi qu'en 1982, il se classe cinquième du championnat du monde amateurs sur route. En 1981, il remporte le championnat d'Allemagne du contre-la-montre par équipes avec l'équipe du SC DHfK Leipzig composée de Martin Goetze, Uwe Raab et Bodo Straubel. En 1980 et 1981, il gagne le Tour de Thuringe.
Après sa carrière de coureur, Andreas Petermann est chargé de cours de cyclisme à l'École supérieure allemande pour la culture du corps de Leipzig. De 1986 à 1994, il fait partie du groupe de recherche sur le cyclisme travaillant sur les méthodes d'entraînement des disciplines sur piste.
De 1995 à 2000, il est entraîneur fédéral de l'Union allemande de triathlon, chargé du diagnostic de la performance et de l'analyse des entraînement. Il est également responsable de l'équipe espoirs. De 2001 à 2006, il est directeur sportif au sein des équipes professionnelles Coast, Bianchi, Wiesenhof et Milram.
En juin 2008, Andreas Petermann est nommé entraîneur fédéral pour les disciplines d'endurance sur piste des catégories élites et moins de 23 ans par la Fédération allemande de cyclisme. Il succède à cette fonction à Uwe Freese. Dans les années 2010, il est employé par la fédération cycliste du Maroc.

## Palmarès
- 1974
  -  Médaillé de bronze au championnat d'Europe de course aux points juniors
- 1975
  -  Médaillé de bronze au championnat du monde du contre-la-montre par équipes juniors
- 1976
  - 5e étape du Tour de RDA
- 1977
  - 1re étape du Tour de RDA (contre-la-montre)
  - Berlin-Cottbus-Berlin
  - Tour de l'Oder
- 1978
  - Prologue de la Course de la Paix
  - 2e du championnat de RDA du contre-la-montre
  - 2e du championnat de RDA du contre-la-montre par équipes
- 1979
  -  Champion du monde du contre-la-montre par équipes (avec Bernd Drogan, Hans-Joachim Hartnick et Falk Boden)
  - 7e étape du Tour de RDA
  - 2e du championnat de RDA du contre-la-montre par équipes
  - 2e du Tour de Thuringe
  - 2e de la Course de la Paix
  - 5e du championnat du monde sur route amateurs
- 1980
  -  Champion de RDA de la montagne
  - Tour de Thuringe
  - 3e étape du Tour de Cuba (contre-la-montre par équipes)
  - Prologue (contre-la-montre par équipes) et 2e étape du Tour de RDA
  - 3e du championnat de RDA du contre-la-montre par équipes
  - 3e du Tour de RDA
  - 10e de la course en ligne aux Jeux olympiques
- 1981
  -  Champion de RDA du contre-la-montre par équipes (avec Uwe Raab, Martin Goetze et Bodo Straubel)
  - Tour de Thuringe
  - 4e étape du Tour de Cuba (contre-la-montre par équipes)
- 1982
  - 1re et 2e (contre-la-montre par équipes) étapes du Tour de l'Avenir
  - Tour de l'Oder
  - 3e du Tour de Rhénanie-Palatinat
  - 3e de l'Erzgebirgsrundfahrt
  - 5e du championnat du monde sur route amateurs
- 1983
  -  Champion de RDA du contre-la-montre par équipes (avec Uwe Raab, Martin Goetze et Bodo Straubel)
  - 3e étape du Tour de Cuba
  - Tour du Maroc :
    - Classement général
    - 4e étape

  - 12e étape de la Course de la Paix
  - 2e étape du Tour de RDA

### Source
- (de) Cet article est partiellement ou en totalité issu de l’article de Wikipédia en allemand intitulé « Andreas Petermann » (voir la liste des auteurs).